# Rolan Bykov
Pour les articles homonymes, voir Bykov.
Rolan Antonovitch Bykov, (en russe : Быков, Ролан Антонович), né le 12 octobre 1929 à Kiev et mort le 6 octobre 1998  à Moscou, est un acteur soviétique et russe, aussi réalisateur, scénariste, poète et parolier. Il est reçu Artiste du peuple de l'URSS en 1990.

## Biographie
Diplômé de l'Institut d'art dramatique Boris Chtchoukine, Rolan Bykov travaille au Théâtre du jeune spectateur de Moscou en 1951-1959, puis au Théâtre du Komsomol de Leningrad (ru) en 1958-1960. Parallèlement, entre 1957 et 1959, il dirige le théâtre des étudiants d'Université d'État de Moscou.
Il travaille aux studios Mosfilm où il dirige notamment l'association Younost («Юность»). En 1989-1992, il est le directeur du Centre national du cinéma et de la télévision pour les enfants et la jeunesse de toute la Russie (Всесоюзный центр кино и телевидения для детей и юношества). Il était également secrétaire de l'Union des cinéastes de l'URSS. Il institue la Fondation internationale pour le développement du cinéma et de la télévision pour le jeune public qui après sa mort portera son nom.
On lui décerne le titre d'artiste émérite de la RSFSR en 1973 et le titre d'artiste du Peuple de la RSFSR en 1987, puis enfin le titre d'Artiste du peuple de l'URSS en 1990.
Mort à Moscou d'un cancer du poumon, Rolan Bykov est enterré au cimetière de Novodevitchi.

## Filmographie sélective

### Comme acteur
- 1960 : Le Ciel de la Baltique (Балтийское небо) de Vladimir Venguerov : Kabankov
- 1964 : Je m'balade dans Moscou de Gueorgui Danielia : l'homme dans le parc
- 1965 : Ouvrez, on sonne (Звонят, откройте дверь,Ouvrez, on sonne) de Alexandre Mitta : beau-père de Guena
- 1966 : Andreï Roublev d'Andreï Tarkovski : le bouffon
- 1966 : Aïbolit-66 (Айболит-66) de Rolan Bykov : Barmaleï
- 1966 : Douchetchka (Душечка), téléfilm de Sergueï Kolossov : Ivan Petrovitch
- 1967 : La Commissaire d'Alexandre Askoldov : Efim Magazanik
- 1968 : La Saison morte (Мертвый сезон) de Savva Koulich : Ivan Savouchkine
- 1969 : Un amour de Tchekhov de Sergueï Ioutkevitch : Mikhaïl, frère d'Anton Tchekhov
- 1971 : La Vérification (Проверка на дорогах, Proverka na dorogakh) d'Alekseï Guerman : Lokotkov
- 1975 : Les Aventures de Bouratino de Leonid Netchaev (téléfilm) : Basilio, le chat
- 1976 : Les Douze Chaises de Mark Zakharov (série télévisée) : père Fiodor
- 1980 : Alibaba Aur 40 Chor (अलीबाबा और चलीस चोर - Приключения Али-Бабы и сорока разбойников) de Umesh Mehra et Latif Faiziyev
- 1981 : Les Aventures de Tom Sawyer et Huckleberry Finn de Stanislav Govoroukhine : Muff Potter
- 1986 : Lettres d'un homme mort (Письма мёртвого человека, Pisma myortvogo cheloveka) de Konstantin Lopouchanski : le professeur
- 1993 : Moi Ivan, toi Abraham de Yolande Zauberman
- 1995 : Chirli-Myrli (Ширли-мырли) de Vladimir Menchov : acheteur de diamants

### Comme réalisateur
- 1962 : Les Sept Nounous (Sem nianek)
- 1963 : L'été est parti (Propalo leto)
- 1966 : Aïbolit-66
- 1970 : Attention, tortue !
- 1971 : Télégramme
- 1974 : Avtomobil, skripka i sobaka Kliaksa
- 1977 : Le Nez, d'après l'œuvre éponyme de Gogol
- 1983 : L'Épouvantail (Чучело)

## Distinctions
- premier prix du Festival international du film de Moscou dans la catégorie du film pour enfants : 1971, pour le film Attention, une tortue
- artiste émérite de la RSFSR : 1973
- prix d'État de l'URSS : 1986
- Premier prix du Festival international de Cinéma Jeune Public de Laon : 1987, pour le film L’Épouvantail
- artiste du Peuple de la RSFSR : 1987
- prix de frères Vassiliev : 1987, pour le film Lettres d'un homme mort
- Nika : 1988, pour le rôle d'Efim Magazanik dans La Commissaire
- Artiste du peuple de l'URSS : 1990
- Ordre du Mérite pour la Patrie de la IVe classe : 1994